# Diaspila periscelis
Diaspila periscelis är en skalbaggsart som beskrevs av Jordan 1903. Diaspila periscelis ingår i släktet Diaspila och familjen långhorningar.
Artens utbredningsområde är São Tomé. Inga underarter finns listade i Catalogue of Life.